# 八雲分屯基地
八雲分屯基地（やくもぶんとんきち、JASDF Yakumo Sub Base）是日本航空自衛隊三泽基地的分屯基地，位于北海道二海郡八雲町緑町34，駐有第20、23高射隊。基地内有一个八雲飞机場。
分屯基地司令同时兼任第20高射隊長。

## 配置部隊
北部航空方面隊隷下
- （第6高射群）
  - 第20高射隊
  - 第23高射隊

## 沿革
- 1943（昭和18）年 - 旧陸軍航空隊机场，在经过5个月的突貫工事之后啟用。
- 1945（昭和20）年 - 遭到美軍空袭，机场无法使用。
- 1948（昭和23）年 - 据駐日盟軍總司令指示，将飛行場进行爆破。。
- 1951（昭和26）年 - 由于朝鲜战争激烈化，為美空軍征用，启用新建1800米的跑道和加油施設的八雲飛行場。
- 1958（昭和33）年 - 航空自衛隊第2航空团从駐日美军手中接管基地，同时拆除了加油设施。
- 1977（昭和52）年 - 新設第3高射群臨時第20高射隊（ナイキ）
- 1979（昭和54）年 - 第6高射群新編
- 1984（昭和59）年 - 第5移動警戒隊新設
- 1991（平成3）年 - 第20高射隊器材換装（换装为爱国者导弹）,新設第23高射隊（装备爱国者导弹）
- 2002（平成14）年 - 第5移動警戒隊整理

## 八雲飛行場
八雲飛行場（日：、英：Yakumo Air Base）是航空自衛隊八雲分屯基地内所设的一个机场。紧急之时，可作为代替跑道使用。亦称「室蘭八雲飛行場」。

### 机场数据
- 位置：北海道二海郡八雲町緑町34（北緯42度14分44秒、東經140度16分01秒）
- 航空管制：八雲TWR 123.1 MHz